# 中島宗求
中島 宗求（なかじま むねもと）は、戦国時代から江戸時代初期の武将。伊達氏家臣。
陸奥国伊達郡保原城主。のち伊具郡金山城主。

## 生涯
天文21年（1552年）、伊達郡保原城主・中島宗忠の二男として生まれる。
永禄8年（1565年）、兄・信利が討死したため家督を相続する。天正12年（1584年）1月11日の金山城攻略戦にて武功を挙げると、同年7月に主君・伊達輝宗より金山城主に任命され知行2,000石を与えられる。これ以降中島氏は幕末に至るまで代々金山城を居城とした。
同年10月に家督を継いだ伊達政宗の下でも人取橋の戦いをはじめとして数々の戦に従軍し、天正17年（1589年）5月の駒ヶ嶺城攻略の際には開城勧告の使者を務め、単身で城内に赴き交渉を成功させた。文禄4年（1595年）、政宗が秀次事件に関与したとして謹慎を命じられた際には、湯目景康と共に伏見の津田が原にて豊臣秀吉に直訴し、処分を解くことに成功した。同年8月24日付の在京家臣団一同の連判状にも名を連ねている。
その後、嫡男・宗勝に家督を譲って隠居し亘理郡小山に居を構えたが、政宗より盛岡藩境の防衛にあたっていた弟・信真への加勢を命じられて気仙郡長部に居を移し、その経費を賄うため中島氏の本領2,000石から隠居領として500石を割いて宗求の持分とした。元和3年（1617年）に宗勝が死去すると（享年39）長部から金山に戻り、家督を継いだ三男・宗信に500石を返した。
元和8年（1622年）6月死去。享年71。